# かくれんぼか鬼ごっこよ
『かくれんぼか鬼ごっこよ』（かくれんぼかおにごっこよ）は、大槻ケンヂと絶望少女達のオリジナルアルバム。2008年12月10日にキングレコードから発売された。

## 概要
テレビアニメ『さよなら絶望先生』でタイアップされた楽曲のアレンジバージョンの他、オリジナル楽曲を含め12曲を収録。ジャケットは『さよなら絶望先生』作画総監督の守岡英行の書き下ろし。初回限定盤は「ニート釣り」のPVが収録されたDVD付き。また、ジャケットのデザインが違って、大槻ケンヂが実写真、絶望少女達はシルエットとなっている。

## 収録曲
全作詞：大槻ケンヂ、作曲・編曲：NARASAKI（特記以外）
1. Intro - 大槻ケンヂと絶望少女達
絶望少女達：風浦可符香（野中藍）、木津千里（井上麻里奈）、木村カエレ（小林ゆう）、日塔奈美（新谷良子）、関内・マリア・太郎（沢城みゆき）、小森霧（谷井あすか）、常月まとい（真田アサミ）、小節あびる（後藤邑子）、藤吉晴美（松来未祐）
2. ニート釣り
絶望少女達：風浦可符香（野中藍）、木津千里（井上麻里奈）、木村カエレ（小林ゆう）、日塔奈美（新谷良子）、関内・マリア・太郎（沢城みゆき）
3. 空想ルンバ - 少女が違うVER
絶望少女達：小森霧（谷井あすか）、常月まとい（真田アサミ）、小節あびる（後藤邑子）、藤吉晴美（松来未祐）
4. 綿いっぱいの愛を! 絶望少女版
絶望少女達：風浦可符香（野中藍）、木村カエレ（小林ゆう）、日塔奈美（新谷良子）、関内・マリア・太郎（沢城みゆき）、常月まとい（真田アサミ）、藤吉晴美（松来未祐）
特撮のセルフカバー曲。
5. 絶望遊戯
絶望少女達：木津千里（井上麻里奈）、藤吉晴美（松来未祐）
6. ヒキツリピカソ・ギリギリピエロ
作詞：ノマアキコ
絶望少女達：関内・マリア・太郎（沢城みゆき）
7. 無神論者が聖夜に
絶望少女達：風浦可符香（野中藍）、日塔奈美（新谷良子）
8. 人形たち
絶望少女達：風浦可符香（野中藍）
9. 人として軸がぶれている - 少女が違うVER
絶望少女達：小森霧（谷井あすか）、常月まとい（真田アサミ）、小節あびる（後藤邑子）、藤吉晴美（松来未祐）
10. さよなら！絶望先生
絶望少女達：風浦可符香（野中藍）、木津千里（井上麻里奈）、木村カエレ（小林ゆう）、日塔奈美（新谷良子）
テレビアニメ3期『懺・さよなら絶望先生』最終話のエンディングで最初の40秒弱が使われた
11. おやすみ - END
絶望少女達：小森霧（谷井あすか）、常月まとい（真田アサミ）
12. 空想ルンバらっぷ ＜特別収録＞
歌：大槻ケンヂと絶望少女達 feat.らっぷびと
作詞：大槻ケンヂ、らっぷびと、作曲：NARASAKI、らっぷびと
絶望少女達：風浦可符香（野中藍）、木津千里（井上麻里奈）、木村カエレ（小林ゆう）、日塔奈美（新谷良子）、関内・マリア・太郎（沢城みゆき）
OVA『獄・さよなら絶望先生』オープニングテーマ